# Forcallat
El forcallat, o la forcallada o forcalla, és una varietat de cep blanca. El raïm és gran i compacte. El gra és mitjancer, de color daurat. El cep és molt resistent a la sequera i es cultiva amb una densitat molt baixa ocupant gran extensions de terreny.
El forcallat és d'origen manxec i el major cultiu es troba a la Manxa, on s'anomena airén. És una de les varietats recomanades a la DO Alacant. També existeix una varietat de forcallat negra poc estesa i utilitzada només a la DO València.
El vi varietal de forcallat és alcohòlic, amb cos, de color groc pàl·lid, aroma fruitosa, poc àcid i amb poc caràcter. S'utilitza sovint per destil·lar brandi o en cupatges amb raïms negres tintorers per suavitzar el color del vi.